# 本匠村
本匠村（ほんじょうむら）は、大分県の南東部にあった村。
2005年3月3日に佐伯市と南海部郡5町3村は合併し、新たな佐伯市となった。

## 地理
- 河川：番匠川

## 歴史
- 1955年（昭和30年）6月1日 - 中野村、因尾村の合体合併により本匠村となる。
- 1957年（昭和32年）7月1日 - 片内地区が大野郡三重町に編入。
- 2005年（平成17年）3月3日 - 佐伯市と南海部郡5町3村が新設合併し、新たな佐伯市が誕生。

## 行政
- 村長：河原修仁（1999年 - 2005年）

## 経済

### 産業
- 主な産業
- 産業人口

### 一村一品
平松守彦元大分県知事が提唱した「一村一品運動」で、以下の特産品が本匠村の「一村一品」に指定されていた。
- しいたけ
- 茶
- やきアユ
- 麦焼酎
- 露地菊
- いんび茶（缶入り）
- 雪ん子寿司

### 一村一魚
- 鮎

## 地域

### 教育

#### 中学校
- 本匠村立本匠中学校

#### 小学校
- 本匠村立本匠東小学校
- 本匠村立本匠西小学校

## 交通

### 鉄道
村内を鉄道路線は通っていない。最寄り駅は、JR九州日豊本線直見駅。

### 道路

#### 県道
- 主要地方道
  - 大分県道35号三重弥生線
  - 大分県道53号野津宇目線
- 一般県道
  - 大分県道608号笠掛直見停車場線

## 名所・旧跡・観光スポット・祭事・催事

### 祭り
- ほたる祭り

### スポーツ大会
- 日本一・水車マラソンin本匠

### 観光スポット
- 小半鍾乳洞
- 小半森林公園
- 温泉センター牧山乃湯